# هيتومي كوروكي
هيتومي كوروكي (باليابانية: 黒木瞳) هي ممثلة ومخرجة أفلام يابانية، ولدت في 5 أكتوبر 1960 في اليابان.

## الأعمال

### أفلام
| السنة     | العنوان               | الدور        |
| --------- | --------------------- | ------------ |
| 2007      | كايدان                | تويوشيغا     |
| 2008-2009 | فتيان القرن 20        | كيريكو إندو  |
| 2014      | عندما كانت مارني هناك | هيساكو (صوت) |
| 2025      | زهرة فيرساي           | الراوي (صوت) |

### مسلسلات
| السنة | العنوان        | الدور         |
| ----- | -------------- | ------------- |
| 2012  | جي تي أو       | ساكوراي ريوكو |
| 2017  | كاهوكو المصونة | إيزومي نيموتو |

### دبلجة يابانية
| السنة | العنوان        | الدور       |
| ----- | -------------- | ----------- |
| 2004  | أبطال خارقون   | إيلاستيغيرل |
| 2016  | راقصة باليه    | أوديت       |
| 2018  | أبطال خارقون 2 | إيلاستيغيرل |

## جوائز
- Japan Academy Film Prize for Outstanding Performance by an Actress in a Leading Role [الإنجليزية]‏ (1998)

## روابط خارجية
- هيتومي كوروكي على موقع IMDb (الإنجليزية)
- هيتومي كوروكي على موقع ألو سيني (الفرنسية)
- هيتومي كوروكي على موقع ميوزك برينز (الإنجليزية)
- هيتومي كوروكي على موقع أول موفي (الإنجليزية)
- هيتومي كوروكي على موقع قاعدة بيانات الفيلم (الإنجليزية)
- هيتومي كوروكي على موقع كينوبويسك (الروسية)